# Carl Ludwig Schleich
Carl Ludwig Schleich (født 19. juli 1859 i Stettin, død 7. marts 1922 i Berlin) var en tysk kirurg og æstetiker. 
Schleich, hvis fader var en berømt læge og mikrolepidopterolog, studerede i Zürich, Greifswald og Berlin, hvor han promoverede 1886. Han blev derefter assistent ved den kirurgiske universitetsklinik i Greifswald, men flyttede kort efter til Berlin, hvor han oprettede en kirurgisk privatklinik (1889). Senere blev han overlæge ved Teltow Hospital i Gross-Lichterfelde.
Schleich er opfinder af den såkaldte infiltrationsanæsthesi, en form for lokal bedøvelse, der opnås ved i huden at indsprøjte Schleichs opløsning, en blanding af morfin, cocain og salt i vand. Metoden fremlagdes på kirurgkongressen i Berlin 1892 og mødtes straks med glødende uvilje og direkte personlige forhånelser.
Schleich, der havde gennemprøvet sin metode på sig selv og andre, stolede nemlig i den grad på den, at han i sit foredrag lyste den universelle narkose i band af "ideelle, moralske og strafferetlige grunde". Først senere forstod man, hvilket uhyre fremskridt metoden var. 
Schleich var en genial, men impulsiv og stridbar natur, hvad blandt andre Schweninger, Bismarcks livlæge, fik at føle, også med militærlægerne under 1. verdenskrig kom han i strid, da han udtalte, at hærens mange generallæger mere var generaler end læger. 
Schleich isoleredes efterhånden mere og mere, men fandt sin trøst i æstetikken, idet han malede, komponerede og digtede med betydeligt talent, og skrev filosofisk-medicinske værker, der skattedes højt, men over for disse sidste, der ofte er noget fantastiske, stod lægestanden som sædvanligt afvisende. 
Derimod agtedes han højt i den kreds af musikere og digtere, der omgav ham, og han forenedes i inderligt venskab med August Strindberg og Richard Dehmel. 
Fra sin uddannelsestid hos Virchow havde han bevaret stor interesse for nervefysiologien. Han fremsatte en teori om nervekittets (neuroglias) betydning som hæmningssystem, og i sine senere år arbejdede han meget med de hysteriske tilstande, over for hvilke han indførte en rationel arbejdsterapi. 
Hans væsentligste medicinske skrifter er: Schmerzlose Operationen (1894), Über Immunität (1896) og Neue Methoden der Wundheilung (1899). 
Af hans filosofisk-belletristiske skrifter anføres: Vom Schaltwerk der Gedanken og selvbiografien Besonnte Vergangenheit (1922), der begge er blevet folkebøger i egentlig forstand. Weisheit der Freude, en aforismesamling, ligeledes.